# Bittacus coreanus
Bittacus coreanus är en näbbsländeart som beskrevs av Syuti Issiki 1929. Bittacus coreanus ingår i släktet Bittacus och familjen styltsländor. Inga underarter finns listade i Catalogue of Life.